# Chrást u Plzně

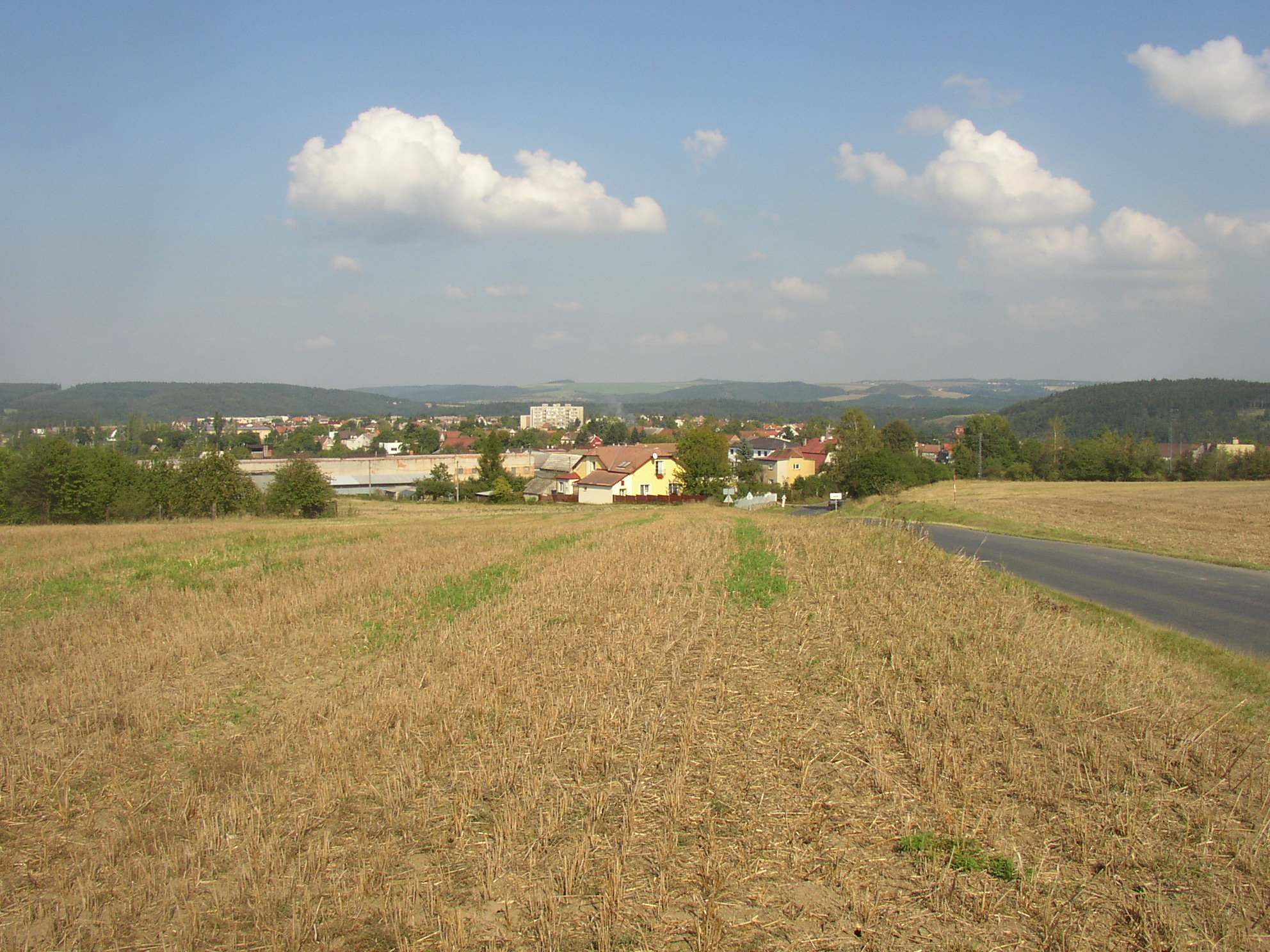
Ortsansicht von Südwesten

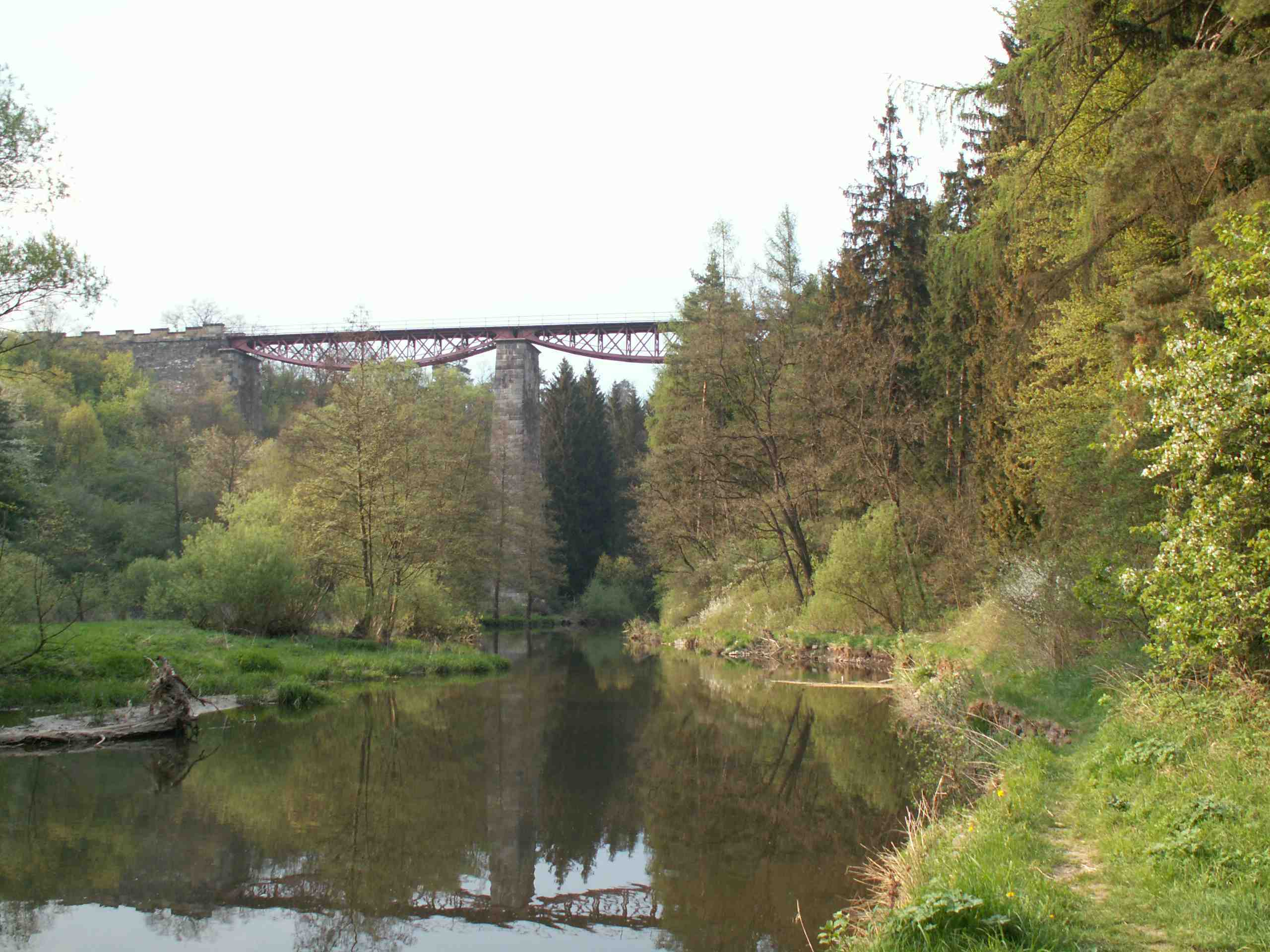
Eisenbahnbrücke über die Klabava

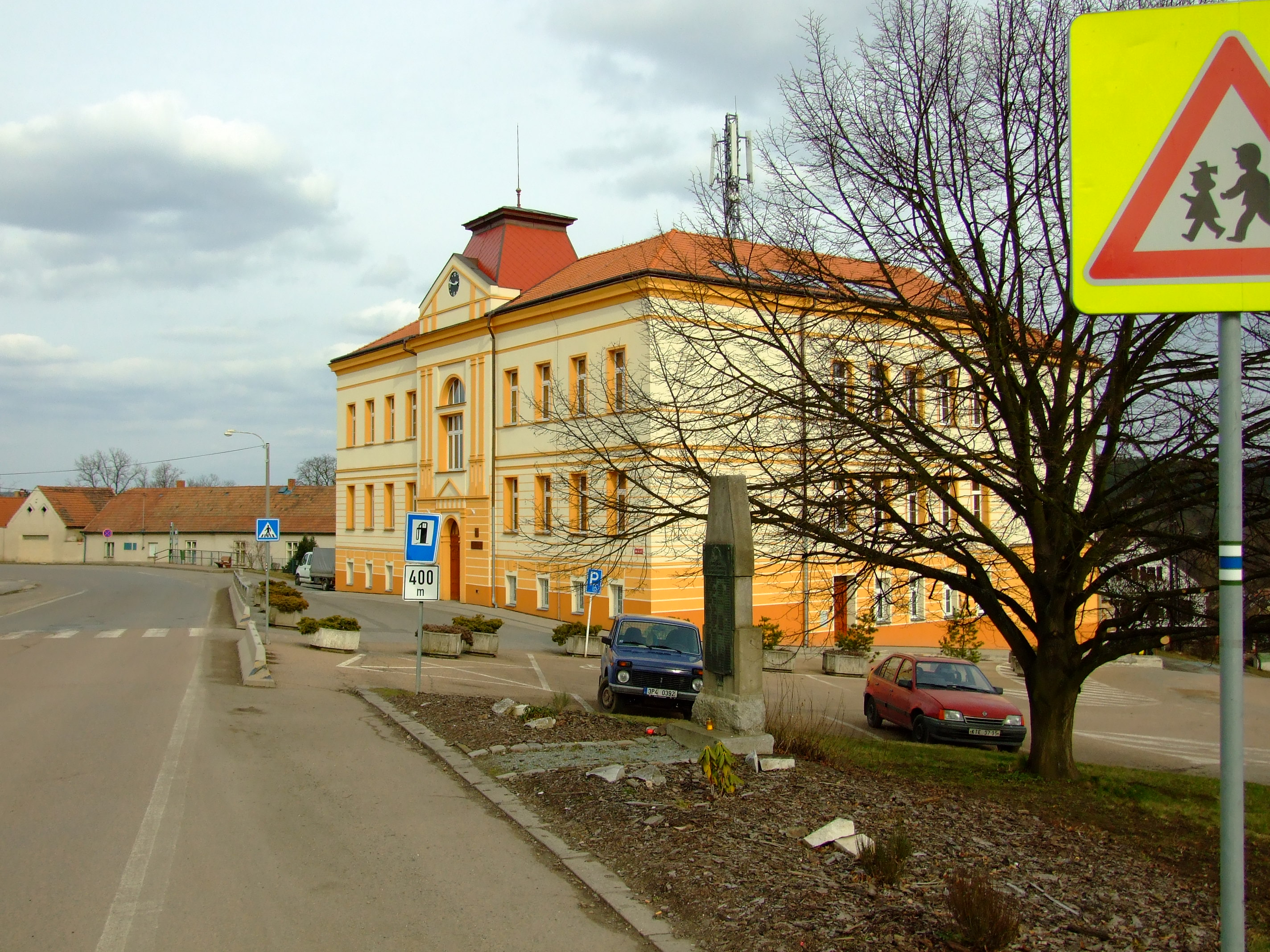
Schule

Chrást (deutsch Chrast) ist eine Gemeinde in Tschechien. Sie liegt zwölf Kilometer nordöstlich des Stadtzentrums von Plzeň und gehört zum Okres Plzeň-město.

## Geographie
Chrást befindet sich am westlichen Fuße der Brdská vrchovina zwischen den Flüssen Berounka und Klabava, die sich nördlich des Dorfes vereinigen. Die Entfernung zur Autobahn Dálnice 5 beträgt fünf Kilometer nach Süden. Chrást liegt an der Bahnstrecke Praha–Plzeň (Richtung Plzeň seit Eröffnung des Tunnels Ejpovice eingestellt), von der hier die Nebenstrecke nach Radnice abzweigt. In Chrást bestehen drei Bahnstationen. Die zur Hauptstrecke gehörige Station Chrást u Plzně befindet sich in Dolní Chrást an der südlichen Peripherie. An der Radnicer Bahn bestehen im Ortszentrum die Station Chrást u Plzně obec und im Nordosten vor der Klabavabrücke der Halt Chrást u Plzně zastávka. Das Dorf liegt am Rande des Naturparkes Horní Berounka.
Nachbarorte sind Nadryby, Telín, Sedlecko und Na Zastávky im Nordosten, Smědčice und Bušovice im Osten, Nová Huť im Südosten, Dýšina im Süden, Újezd, Bukovec, Chlumek und Bílá Hora im Südwesten, Druztová im Westen sowie Dolany und Habrová im Nordwesten.

## Geschichte
Die erste schriftliche Erwähnung des Dorfes erfolgte 1242 in einer Urkunde Wenzels I. für Adam von Chrást, der den Besitz von seinem Vater geerbt hatte. Die Herren von Chrást gehörte im 14. Jahrhundert zu den bedeutendsten Geschlechtern im Pilsner Kreis und erlangten großen Reichtum. Peter von Chrást, der während der Hussitenkriege an der Seite der Aufständischen gekämpft hatte, musste 1434 auf seinen Besitz verzichten und sich nach Prag begeben. Danach wechselten sich verschiedene Geschlechter als Besitzer ab. Im Jahre 1514 erwarb die Stadt Pilsen Chrást zusammen mit weiteren Dörfern.
In der Mitte des 17. Jahrhunderts begann in dem zuvor rein landwirtschaftlichen Dorf die Ansiedlung von Bergbau- und Montanbetrieben. Seit 1680 sind an der Klabawa Hammerwerke nachweisbar. 1789 wurde das Alaunbergwerk St. Veit aufgenommen. Zwischen 1807 und 1808 entstand ein Schulhaus. 1812 vernichtete ein Großfeuer zahlreiche alte Bauerngehöfte.
Der Eisenbahnbau durch die Böhmische Westbahn machte Chrást zu einem Eisenbahnknoten. Am 15. Oktober 1861 wurde die Strecke von Chrást über Pilsen nach Furth im Wald aufgenommen und am 14. Juli 1862 die Strecke Prag–Rokycany–Chrást eingeweiht. Am 2. April 1863 war auch die Bahnstrecke Chrást u Plzně–Stupno fertiggestellt, die 30 Jahre später noch bis Radnice verlängert wurde. Für letztere Strecke war nordöstlich von Chrást eine Brücke über die Klabava erforderlich. Dazu wurde zunächst eine Brücke mit Schifkorn-Trägern gebaut. 1864 wurde im Klabawatal eine Pulverfabrik gegründet. 1892–1893 wurden im Zusammenhang mit der Streckenverlängerung die Schifkorn-Träger aufgrund der bei dieser Bauform inhärenten Konstruktionsfehler durch Fischbauchträger ersetzt.
In dieser Zeit wurde in Chrást auch eine Ziegelei betrieben. 1899 entstand die Maschinenfabrik und Eisengießerei von Suchý, Jouza & Čáp, die heute als Atmos firmiert. Die alte Schule wurde in den Jahren 1905–1906 abgebrochen und durch einen Neubau ersetzt. Bis 2006 gehörte Chrást zum Okres Plzeň-sever und seit Anfang 2007 zum Okres Plzeň-město.

## Gemeindegliederung
Für die Gemeinde Chrást sind keine Ortsteile ausgewiesen. Zu Chrást gehört die Ortslage Dolní Chrást.

## Sehenswürdigkeiten
- Kapelle der Jungfrau Maria am Dorfplatz, errichtet 1802
- Vogtei
- Eisenbahnbrücke über die Klabava, errichtet 1892
- Hurvínek-Skulptur